# N'Dali
N'Dali (ook Ndali) is een van de 77 gemeenten (communes) in Benin. De gemeente ligt in het departement Borgou. N'Dali heeft een oppervlakte van 3.748 km² en telde in 2013 113.604 inwoners. De gemeente bestaat uit 64 dorpen en is onderverdeeld in vijf arrondissementen:
- Ouénou
- Bori
- Sirarou
- Gbégourou
- N'Dali Centre

De gemeente heeft via de RN2 en de RN6 wegverbindingen met Nikki, Djougou, Parakou en Bembèrèkè. De landbouw is de voornaamste economische activiteit. Er is vooral akkerbouw in de arrondissementen Ouénou, Bori en in mindere mate N'Dali Centre. Voornaamste gewassen zijn graan, katoen, yams en groenten.
De plaats zou gesticht zijn door de Bariba-koning van Nikki. Door de plaats N'Dali stroomt de Bona Kèri, een heilige rivier voor de Bariba. In het arrondissement Gbégourou vormt de rivier Nannon een moerasgebied, Guinibohrou.
N'Dali is sinds 1999 de zetel van het rooms-katholieke bisdom N'Dali.

## Bevolking
In 2013 telde de gemeente 113.604 inwoners. In 1979 waren dit er 26.490, in 1992 45.334 en in 2002 67.379.
N'Dali kent twee grote bevolkingsgroepen, Bariba (51,8%) en Fulbe (26,2%). Verder zijn er kleinere groepen van Gua of Otamari (9,5%), Yoa en Lokpa (4,1%) en Dendi (1,2%).
Opm: Bevolkingscijfers in duizendtallen
Bron: N'Dali Commune in Benin; 1979-2013: volkstellingen
Bron: Institut National de la Statistique Benin; 2013: volkstelling